# Bain de fourmis

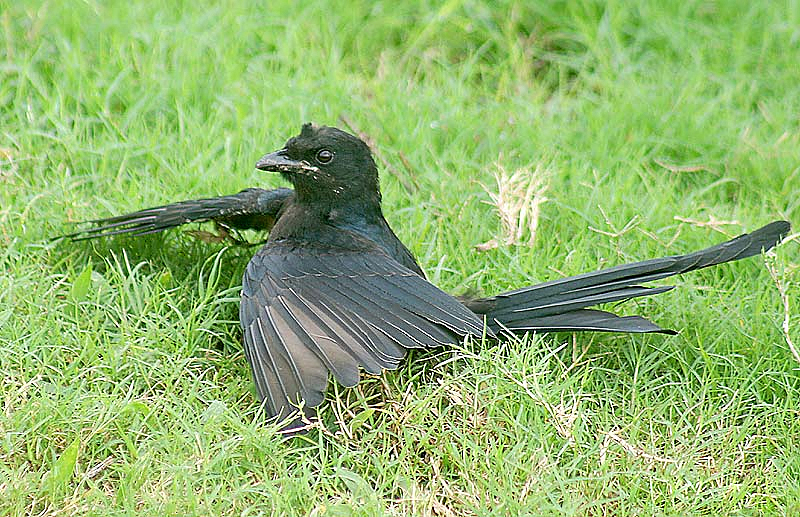
Bain de fourmis d'un Drongo royal (Inde).

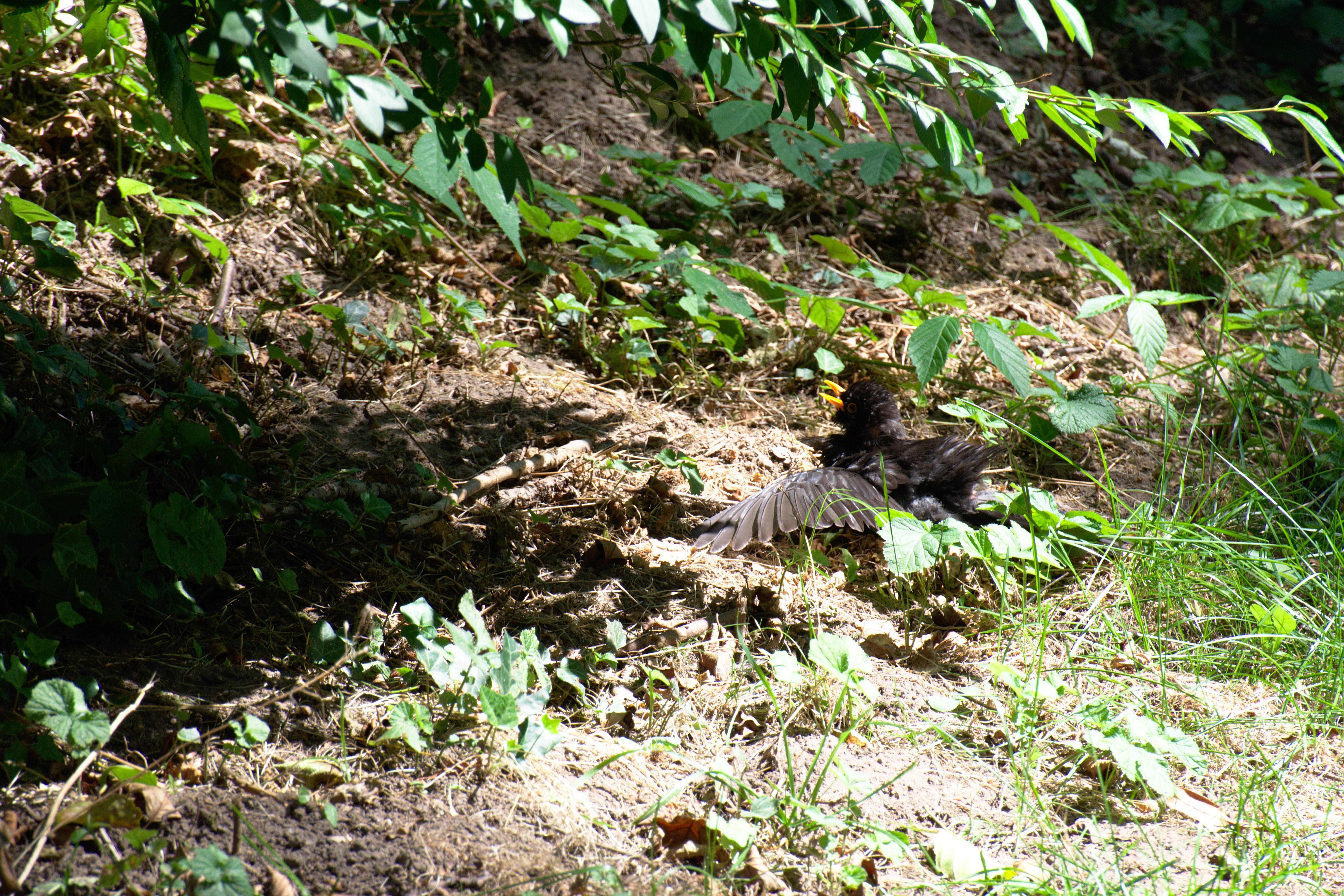
Bain de fourmis d'un Merle noir (Jardin franco-allemand de Sarrebruck)

Le bain de fourmis ou formicage est un comportement spécifique aux Passeriformes, bien que des comportements similaires soient observés chez d'autres oiseaux (en particulier des Piciformes) et des primates,. Ce comportement est caractérisé par un transfert par l'oiseau de fourmis sur son plumage en se positionnant à proximité de fourmis (forme passive du bain) ou directement à l'aide de son bec (forme active du bain).
Le bain de fourmis a été observé chez plus de 210 espèces de Passeriformes. Une variante de ce comportement reposant sur des « substituts » de fourmis a également été décrite. 

## Histoire
En 1831, Jean-Jacques Audubon décrit des bains de poussière de juvéniles de dindon sauvage sur d'anciennes fourmilières. À partir de 1927, Alexander Hugh Chisholm (en) collecte des informations sur un comportement impliquant des fourmis et publie dans divers journaux britanniques et australiens, développant l'intérêt des ornithologues. De tels comportements sont identifiés chez des individus sauvages mais également captifs à la condition qu'ils aient accès à des fourmis.
En 1935, Erwin Stresemann propose de nommer ce comportement Einemsen, mot allemand pour bain de fourmis, et considère qu'il est également adapté lorsque des substituts de fourmis sont employés. Puis, de la fin des années 1930 aux années 1950, l'étude du bain de fourmis se développe pleinement avec l'observation du comportement chez des oiseaux non apprivoisés sur tous les continents, les derniers continents concernés étant l'Afrique (1944) et l'Amérique du Sud (1957).

## Rôle
Plusieurs hypothèses concernant le rôle du bain de fourmis sont envisagées : contrôle des ectoparasites, réduction des irritations en période de mue, toilettage du plumage, préparation alimentaire et auto-stimulation,. Aucune explication de ce comportement ne s'est cependant imposée,.